# Авер'янов Валентин Григорович
Валентин Григорій Авер'янов (26 жовтня 1922 — 23 червня 2007) — учасник Великої Вітчизняної війни (гвардії молодший лейтенант, старший льотчик 15-го    
гвардійського авіаційного полку 277-й штурмової авіації Спілки (1945), полковник.

### Біографія
Народився 26 жовтня 1922 року у місті Москві сім'ї робітника. Російська. Після закінчення 7 класів працював слюсарем на 119-йзавод імені Маленкова, навчався в аероклубі Свердловського району. 
Весною 1941 року був призваний до Червоної армії та направлений до Чернігівської військово-авіаційної школи пілотів. Курсантом зустрів початок Великої Вітчизняної війни. У перші місяці війни разом з іншими першокурсниками воював у піхоті, служив на підступах до Чернігова. Восени училище евакуювали до Ростов-на-Дону, а потім до Туркменії. Після закінчення навчання в кінці 1942 Авер'янов був направлений не на фронт, а на Далекий Схід. Проходив службу у винищувальному полку у місті Уссурійську. Нес бойове чергування у кабіні винищувача І-16. В 1943 перевчився на штурмовик Іл-2 і вбув в діючу армію. На фронтах Великої  Вітчизняної війни з березня 1944 року. Воював у складі 15-го гвардійського штурмового авіаційного полку на Ленінградському, 3-му Білоруському фронтах. Брав участь у боях за визволення Ленінградської області, Карельського перешийка, міста Виборга, Радянської Естонії, у боях у Східній Пруссії. Літав в ескадрильї Кунгурцева Є.М.
До листопада 1944 року старший льотчик гвардії молодший лейтенант Авер'янов зробив 109 успішних бойових вильотів на штурмування та бомбардування військ противника. Указом Президії Верховної Ради СРСР від 19 квітня 1945 року за зразкове виконання завдань командування на фронті боротьби з німецько-фашистськими загарбниками та виявлені при цьому мужність і героїзм гвардії молодшому лейтенанту Авер'янову Валентину Григоровичу присвоєно звання Героя медалі "Золота Зірка" (№ 6300). Останній бойовий виліт гвардії капітан Авер'янов зробив 9 травня 1945 року, скидав листівки із закликом здаватися в районі порту Піллау (нині місто Балтійськ Калінінградської області). Війну закінчив заступником командира ескадрильї. За короткий час перебування на фронті, трохи більше року, здійснив 192 бойові вильоти. Особисто знищив та пошкодив 10 танків, 43 гармати, 30 мінометів, 87 автомашин, багато іншої бойової техніки супротивника. У повітряних боях у групі збив 7 винищувачів. Був збитий лише один раз. У 1945 році вступив до ВКП(б). Після війни продовжив службу в армії. Служив заступником, а потім командиром авіаційного полку. В 1956 закінчив Військово-повітряну академію імені Ю. А. Гагаріна. З 1957 до 1967 року займався випробуванням нової авіаційної техніки. З 1970 полковник Аверьянов - в запасі. Жив у Москві, працював провідним конструктором виробничого об'єднання. Помер 23 червня 2007 року. 

### Нагороди
- Медаль «Золота Зірка» Героя Радянського Союзу
- Орден Леніна
- Три ордени Червоного Прапора
- Орден Олександра Невського
- Два ордени Вітчизняної війни І ступеня
- Орден Вітчизняної війни ІІ ступеня
- Орден Червоної Зірки

### Пам'ять
Похований у Москві на Троєкурівському цвинтарі (дільниця 7).